# Жан Масе
Жан Масе (фр. Jean Macé; 22 серпня 2015, Париж — 13 грудня 1894, Монтьє, Ена) — французький викладач, письменник, видавець і політик. У 1866 році заснував Лігу народної освіти з метою звільнення школи від клерикального впливу.

## Біографія
Син робітника. Навчався з відзнакою в паризькому коледжі імені Станіслава. Видав безліч науково-популярних книг для юнацтва та дитячого віку.
У 1864 році він разом з П. Сталем (псевдонім письменника П'єра-Жюля Етцеля, 1814—1886) заснував «Magasin d'éducation et de récréation». У 1863 році Масе організував «Товариство комунальних бібліотек Верхнього Рейну»; його історію він розповів в повісті «Morale en action», а системі дії суспільства присвятив багато журнальних статей.
У 1866 році він став ініціатором Ліги народної освіти (фр.). Незважаючи на тиск з боку імперії, потім за часів клерикально-монархічної реакції, рух, який ініціював Масі, продовжив зростати і розширюватися. У 1876 році в лізі налічувалося 210 товариств, які мали в розпорядженні бальш як пів мільйона книг; членів було більше 30 000, заснованих лігою народних і комунальних бібліотек — понад 400. З 1878 року ліга користувалася сприянням міністрів освіти. У квітні 1881 року ліга отримала федеративний устрій. Вона багато сприяла становленню республіки, розвиваючи серед мас свідомість політичних обов'язків.
З 1883 року Масі був беззмінним сенатором.

## Видання
Автор численних науково-популярних книг для юнацтва та дитячого віку, серед яких найбільш відомі:
- «Історія шматочка хліба» (Histoire d'une bouchée de pain);
- «Дідусева арифметика, або історія двох маленьких торговців яблуками» (L'arithmétique du grand papa: Histoire de deux petits marchands de pomme);
- «Слуги шлунка: Історія п'яти почуттів» (Les Serviteurs de l'estomac);
- «Казки Масе і Сталя» (переклад Марка Вовчка, вид. Звонарьова, СПб. 1872);

Інші:
- «Contes du Petit-Château» (1862),
- «Théâtre du Petit-Château» (1862),
- «Le Génie et la petite ville» (1866),
- «L'Anniversaire de Waterloo» (1868),
- «Le premier livre des petits enfants» (1869),
- «Les Idées de Jean-François» (1872-73),
- «La Grammaire de mademoiselle Lili» (1878),
- «La France avant les Francs» (1881).